# Solomon-Gletscher
Der Solomon-Gletscher ist ein Gletscher im ostantarktischen Viktorialand. In der Royal Society Range liegt er an der Südflanke der Fisher Bastion und fließt vom Solomon Saddle in westlicher Richtung zum Potter-Gletscher.
Das Advisory Committee on Antarctic Names benannte ihn 1994 nach der US-amerikanischen Atmosphärenchemikerin Susan Solomon (* 1956), zum Zeitpunkt der Benennung Vorsitzende des Beratungsgremiums für das Polarprogramm der National Science Foundation.